# Melanolophia ordinata
Melanolophia ordinata là một loài bướm đêm trong họ Geometridae.